# Volvo 8500
Volvo 8500 är en buss som tillverkades av Volvo och Säffle Karosserifabrik mellan 2001 och 2011. Den ersatte Volvo B10M och B10BLE med Säffle 2000-karosser.
Den byggdes på Volvo B7RLE-, B9S-, B10BLE-, B12BLE- eller B12M-chassin. Varianten som byggdes i Aabenraa kunde även ha Volvo B7R-chassi. Volvo 8500 finns i ett flertal utföranden, både som stadsbuss och landsvägsbuss.
Bussen finns antingen med normalgolv eller ett lågt golv utan trappsteg vid de två främsta dörrarna (lågentré). Den finns med mittmotor eller bakmotor, med boggiaxel eller som ledbuss. Den fanns med bio-/naturgasdrift under tiden den gick att få med B10BLE-chassi, annars endast med dieseldrift.
Under 2010 genomgick bussen en ansiktslyftning med en helt ny front med bland annat nya energisnålare strålkastare, även sidofönstret vid chauffören fick sig en modifiering. Fronten och sidofönstret används även på Volvo 8900.
Under 2011 ersattes Volvo 8500 av Volvo 8900, vilken även ersatte Volvo 8700.  I samband med detta skedde även ett chassibyte där Volvo B12- och B9S-chassina ersattes av B9R och B9RLE. Volvo B7R- och B7RLE-chassina fortsatte dock även att användas hos Volvo 8900 en tid.

## Galleri

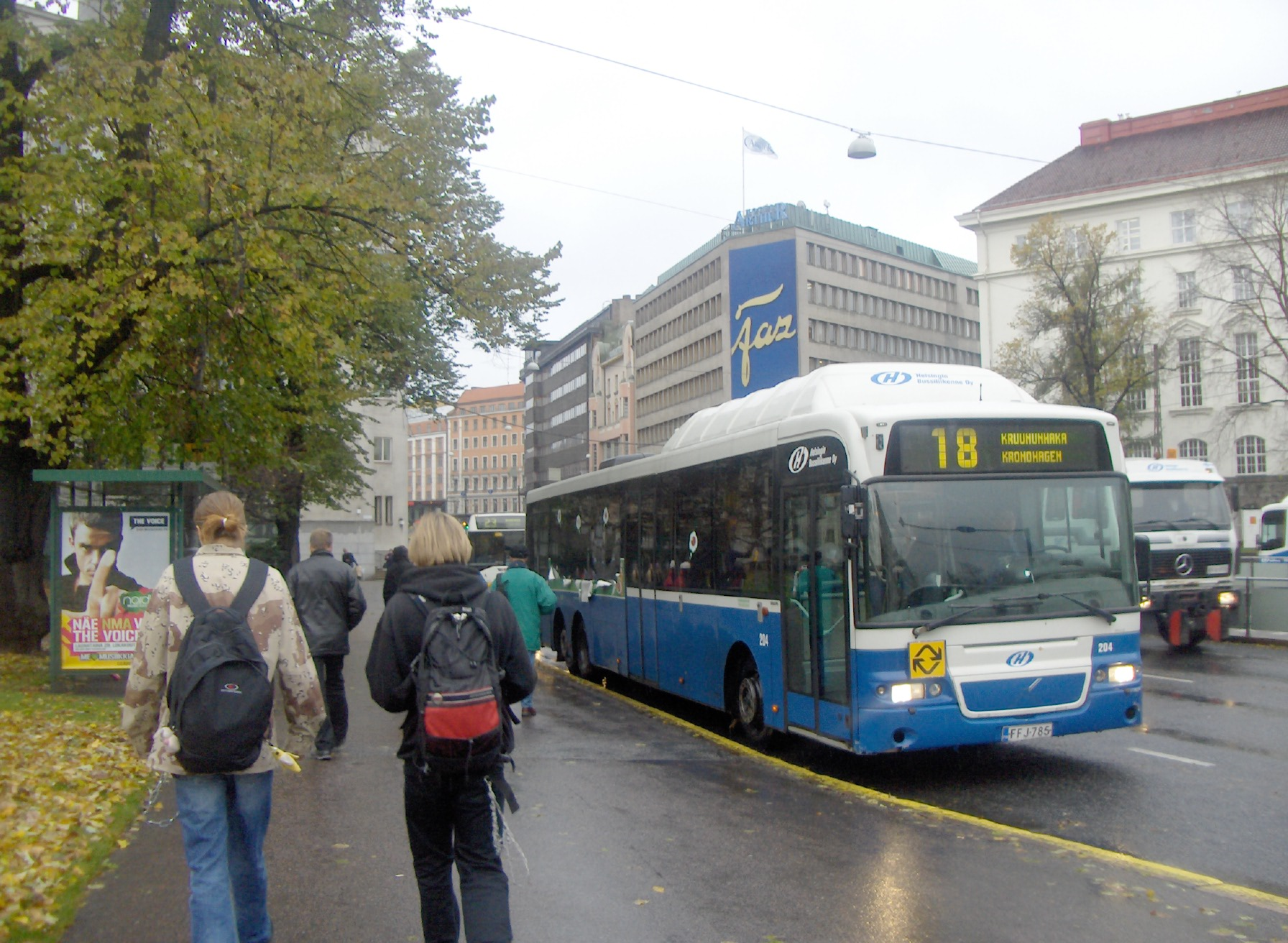
Volvo 8500LE (lågentréversionen) med gasdrift (Volvo B10BLE) i Helsingfors, Finland.
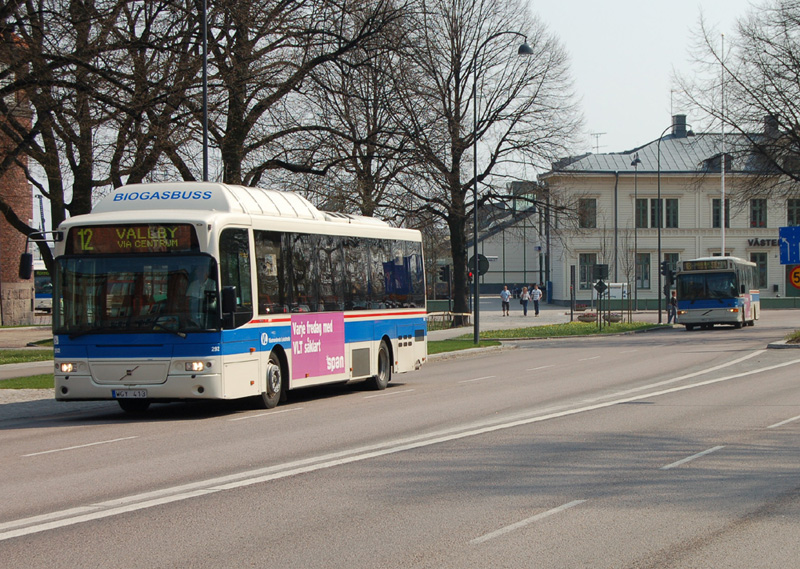
Biogasdriven Volvo 8500LE hos Västerås Lokaltrafik i Västerås. Bakom syns en äldre Volvo B10BLE med Säffle 2000-kaross.
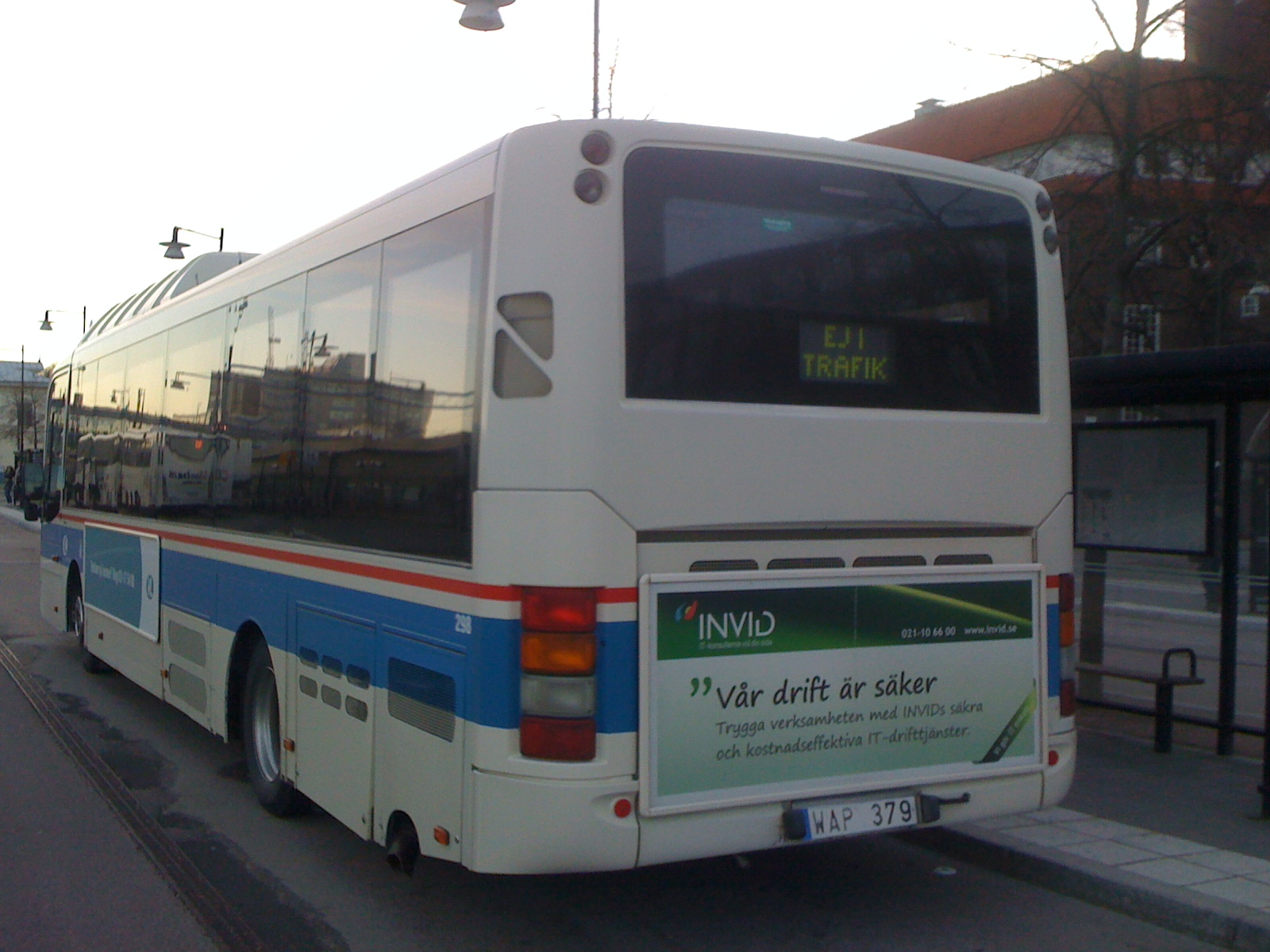
bakstammen av Volvo 8500LE med biogasdrift.
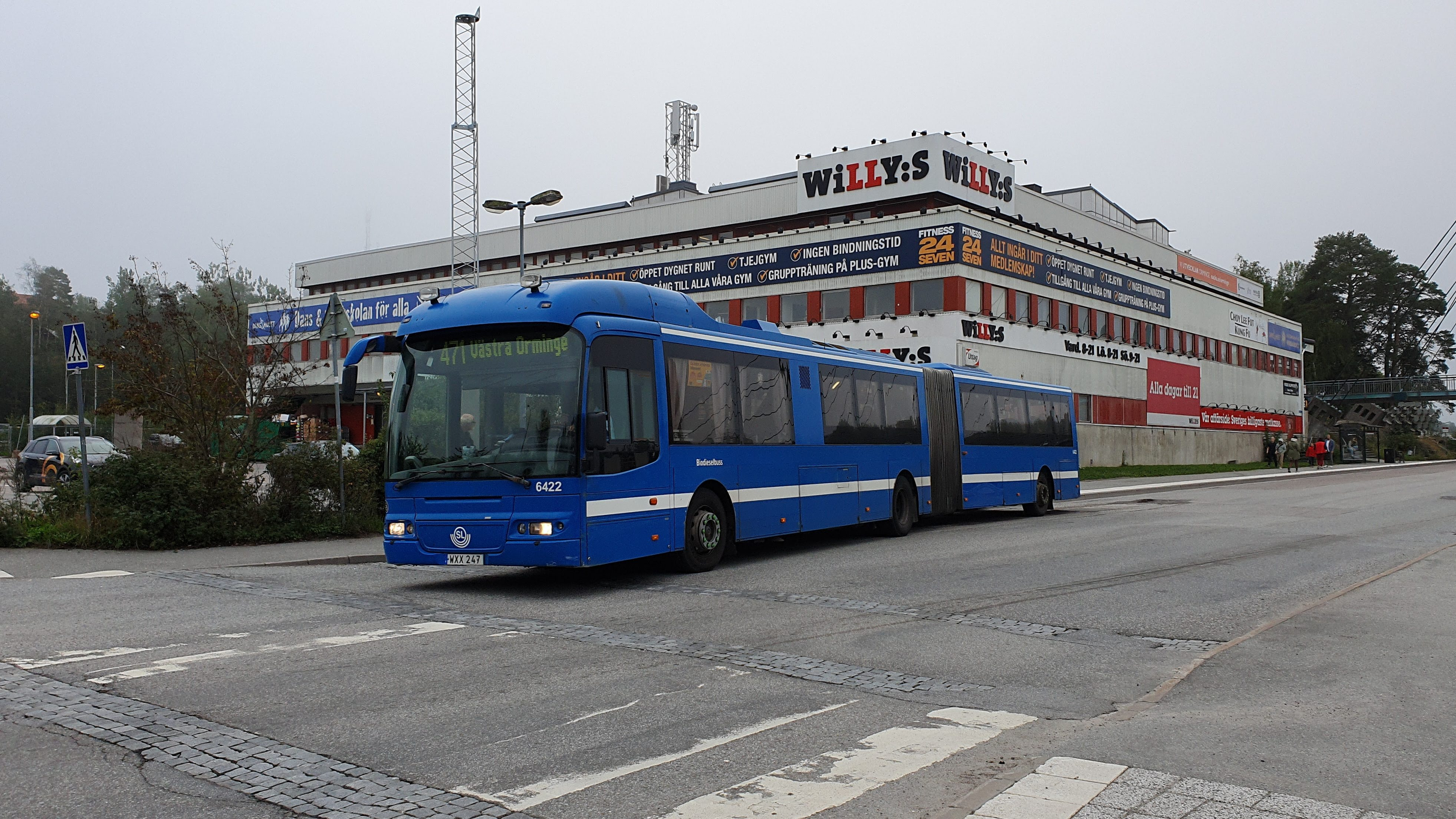
Volvo B9SALE 8500LEA Keolis 6422 – Orminge centrum, Nacka
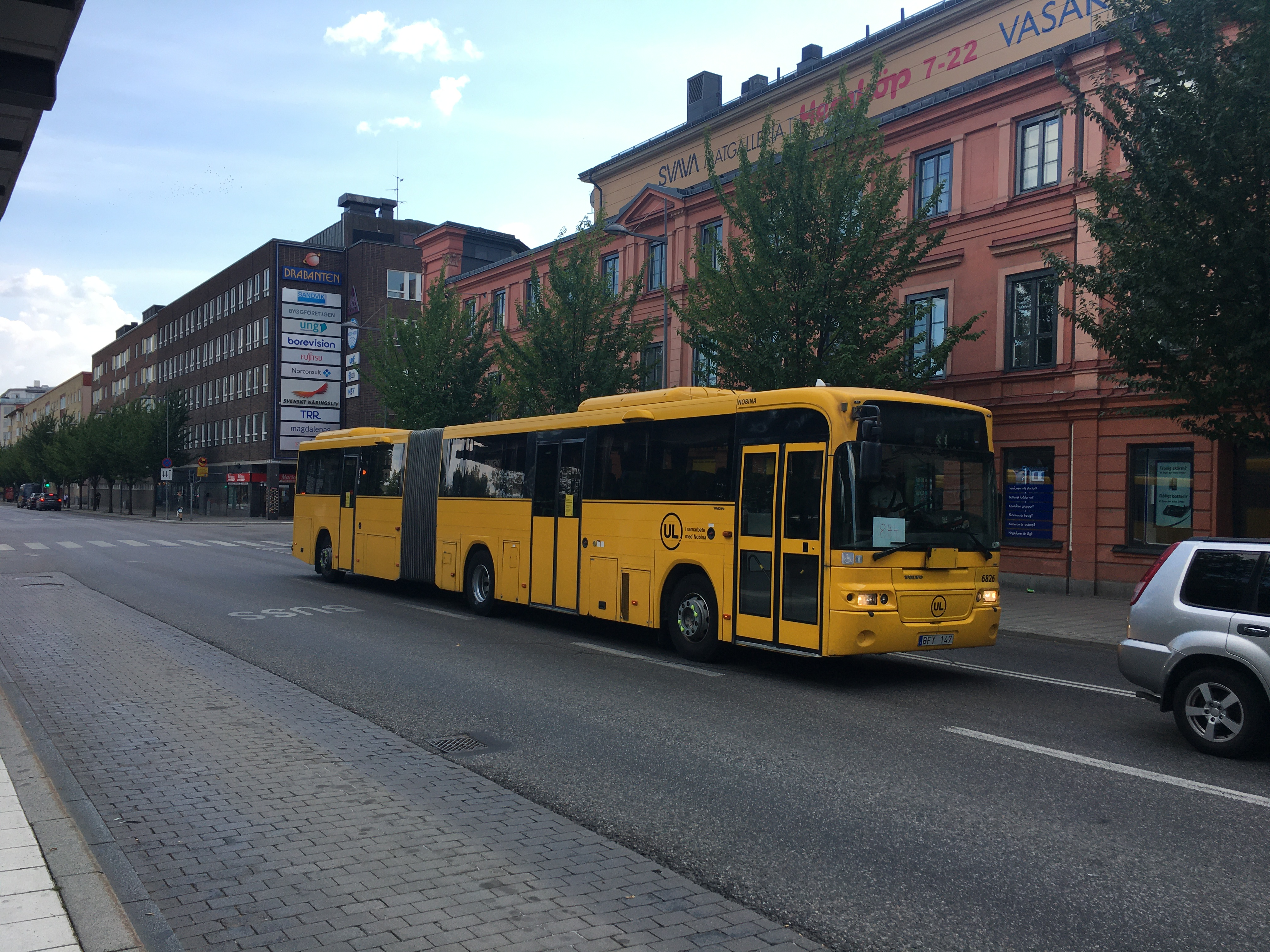
Volvo 8500-ledbuss med Volvo B12MA-chassi på Kungsgatan i Uppsala, 2020.